# 八木宏之
八木 宏之（やぎ ひろゆき、1974年11月8日 - ）は、日本のレーシングドライバー。和歌山県出身。

## 経歴
1989年に2輪レースを始め、後に4輪レースへ転向。1994年に鈴鹿フレッシュマントロフィーレースでデビュー。1998年に鈴鹿クラブマンレース･シビッククラスでチャンピオンを獲得。1999年～2001年はシビック･インターカップレースシリーズに参戦して、年間シリーズ上位に入る。2002年と2003年にインテグラ・インターカップの2年連続チャンピオンに輝く。
2000年からはスーパー耐久シリーズに参戦。2004年には全日本GT選手権GT300クラスに参戦し、シリーズチャンピオンを獲得している。2006年の第４戦富士では優勝を果たしている。
現在は第一線から退き本業である自動車販売店を経営している。

## レース戦績
- 1994年 - 鈴鹿フレッシュマン･N1クラス（シリーズ10位）
- 1995年 - 鈴鹿フレッシュマン･N1クラス（シリーズ8位）
- 1996年 - 鈴鹿クラブマン･シビッククラス（シリーズ12位）
- 1997年 - 鈴鹿クラブマン･シビッククラス（シリーズ7位）
- 1998年 - 鈴鹿クラブマン･シビッククラス（シリーズチャンピオン）
- 1999年 - シビック･インターカップ（シリーズ4位）
- 2000年
  - シビック･インターカップ（シリーズ5位）
  - スーパー耐久･グループNプラス（#39 ZAUBER INTEGRA）（シリーズ6位）
- 2001年
  - シビック･インターカップ（シリーズ2位）
  - スーパー耐久･グループNプラス（TEAM 5ZIGEN #5 5ZIGEN INTEGRA）
  - 十勝24時間レース･Class4（TEAM 5ZIGEN #5 5ZIGEN S2000）
- 2002年
  - インテグラ･インターカップシリーズ（#8 デルファイロッキードYH）（シリーズチャンピオン）
  - インテグラ･チャレンジカップ（#1 デルファイロッキード･YH）（決勝3位）
- 2003年
  - インテグラ･インターカップシリーズ（#1 ベルノ新東京CASTROL YH）（シリーズチャンピオン）
  - スーパー耐久･Class3（#39 DELPHI ADVAN NSX）
- 2004年 - 全日本GT選手権･GT300クラス（M-TEC CO.Ltd #16 M-TEC NSX）（シリーズチャンピオン）
- 2006年 - SUPER GT･GT300クラス＜Rd.1～4参戦＞（WILLCOM R&D SPORT #62 WILLCOM ADVAN VEMAC408R）（シリーズ17位）

### 全日本GT選手権/SUPER GT
| 年     | チーム            | 使用車両           | クラス | 1      | 2     | 3     | 4      | 5     | 6     | 7      | 8   | 9   | 順位 | ポイント |
| ------ | ----------------- | ------------------ | ------ | ------ | ----- | ----- | ------ | ----- | ----- | ------ | --- | --- | ---- | -------- |
| 2004年 | M-TEC CO., LTD.   | ホンダ・NSX        | GT300  | TAI 3  | SUG 7 | SEP 2 | TOK 2  | TRM 2 | AUT 6 | SUZ 1  |     |     | 1位  | 93       |
| 2005年 | WILLCOM R&D SPORT | ヴィーマック・350R | GT300  | OKA    | FSW   | SEP   | SUG    | TRM   | FSW   | AUT 16 | SUZ |     | NC   | 0        |
| 2006年 | WILLCOM R&D SPORT | ヴィーマック・408R | GT300  | SUZ 18 | OKA 7 | FSW 1 | SEP 13 | SUG   | SUZ   | TRM    | AUT | FSW | 17位 | 24       |